# Drupadia lisias
Drupadia lisias är en fjärilsart som beskrevs av Fabricius 1787. Drupadia lisias ingår i släktet Drupadia och familjen juvelvingar. Inga underarter finns listade i Catalogue of Life.